# Arden-Arcade
Pour les articles homonymes, voir Arden.
Arden-Arcade est une census-designated place (CDP) située dans le comté de Sacramento, en Californie.

## Démographie
| 1960   | 1970   | 1980   | 1990   | 2000   | 2010   |
| ------ | ------ | ------ | ------ | ------ | ------ |
| 73 352 | 82 492 | 87 570 | 92 040 | 96 025 | 92 186 |